# Национальная республиканская партия (США)
Не путать с современной Республиканской партией.
Национальная республиканская партия (англ. National Republican Party) — политическая партия США, существовавшая с 1825 по 1833 годы (название использовалось с 1830 года). 
Партия образовалась в результате распада Демократическо-республиканской партии Томаса Джефферсона. После выборов 1824 года единственная в то время партия стала терять свою структуру и идентичность, прекратились собрания по выдвижению кандидатов. В результате возникли фракции сторонников Джона Куинси Адамса и Эндрю Джексона. Первая фракция эволюционировала в Национальную республиканскую партию, а сторонники Джексона образовали современную Демократическую партию.
После поражения Джона Куинси Адамса на выборах 1828 года большинство его сторонников перешли к антиджексонистам под руководством Генри Клея. Их объединял тот же националистический подход и желание использовать национальные богатства для создания сильной экономики. Платформой Национальной республиканской партии была Американская система Клея национально-финансируемых внутренних улучшений и протекционистские тарифы, которые должны были бы ускорять экономическое развитие. Кроме этого, связывая интересы различных регионов страны, партия намеревалась развивать национальное единство и гармонию. Национальные республиканцы видели Соединённые Штаты как органическое целое. Они идеализировали национальный интерес и критиковали т.н. «партийных» политиков, выступавших за местные интересы за счёт национальных. 
В 1831 году партия выдвинула Клея кандидатом в президенты, а Джона Сержанта — в вице-президенты. После поражения на выборах 1832 года партия вошла в коалицию с Антимасонской партией и другими фракциями, образовав Партию Вигов.